# 瓦杜瑟帕特鄉
45°02′N 26°23′E / 45.033°N 26.383°E
瓦杜瑟帕特鄉（羅馬尼亞語：Comuna Vadu Săpat, Prahova），是羅馬尼亞的鄉份，位於該國中南部，由普拉霍瓦縣負責管轄，面積17平方公里，海拔高度164米，2007年人口1,826，人口密度每平方公里107人。